# Exochus silus
Exochus silus là một loài tò vò trong họ Ichneumonidae.